# Cáliz de Derrynaflan

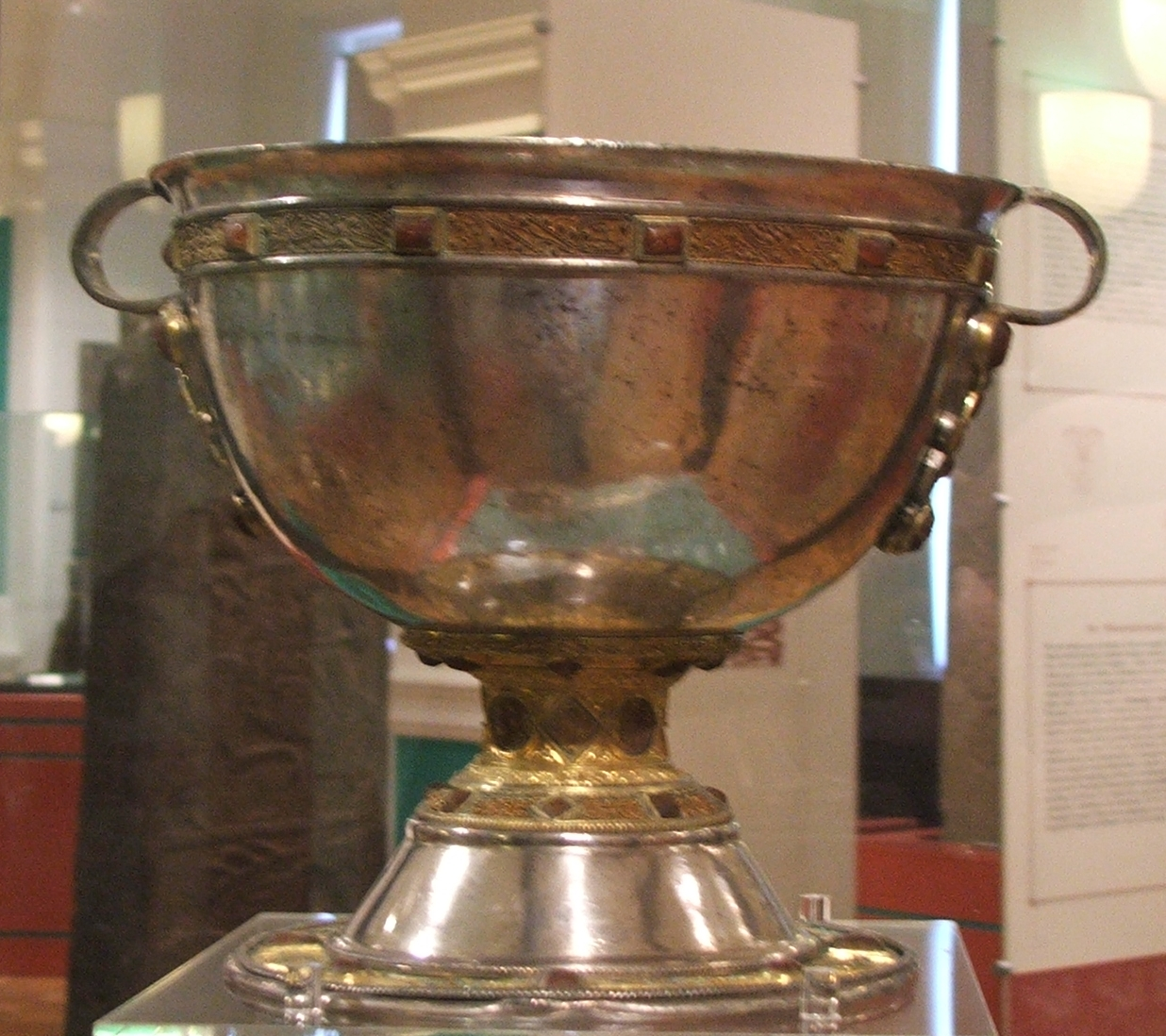
Imagen del Cáliz de Derrynaflan, Edad Media, Museo Nacional de Irlanda de Dublín.

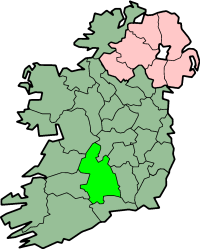
Ubicación del Condado de Tipperary respecto a Irlanda.

El cáliz de Derrynaflan es un cáliz elaborado en el siglo IX d. C. en época de la Cultura celta irlandesa (Edad Media), siendo una de las piezas destacadas de dicha cultura.

## Historia
El cáliz fue hallado por Michael Webb y su hijo Michael en el año 1980, junto a un colador-cuchara y una patena, (denominados Tesoro de Derrynaflan), mientras hacían una búsqueda de objetos con un detector de metales, a 20 metros de una abadía en ruinas situada en la isla de Derrynaflan, a 6 kilómetros del pequeño pueblo de Killenaule, perteneciente al Condado de Tipperary, Irlanda.

## Características
- Material: Bronce, yeso.
- Altura: 19,2 centímetros.
- Diámetro: 21 centímetros.

## Conservación
La pieza celta se encuentra expuesta de forma permanente en el Museo Nacional de Irlanda de Dublín.